# Канрей
Канрей (яп. 管領, かんれい) — посада у центральному апараті сьоґунату Муроматі. Обіймач посади виконував функції радника сьоґуна і завідюючого усіма політичними справами Японії. 
Початково називалася сіцудзі (執事). Назва «канрей» закріпилася з 1336 року, після призначення на цю посаду Сіби Йосімаси. 
З кінця 14 століття канреями почергово призначали голів самурайських родів Хосокава, Сіба і Хатакеяма, які були родичами правлячого дому сьоґунів Асікаґа. Їх називали «три канрейські роди» (三管領, сан-канрей).
Окрім канреїв центрального уряду в Кіото існував інститут кантоських канреїв (関東管領), які були складовою Камакурської адміністрації.